# Episodi di Sense8 (seconda stagione)
La seconda e ultima stagione della serie televisiva Sense8, composta da 12 episodi, è stata pubblicata dal servizio di streaming on demand Netflix in tre parti separate: il primo episodio, uno speciale natalizio di due ore, è stato pubblicato il 23 dicembre 2016, altri dieci episodi sono stati resi disponibili il 5 maggio 2017, mentre il dodicesimo episodio, uno speciale conclusivo di due ore e mezza, è stato pubblicato l'8 giugno 2018.
A partire da questa stagione entra nel cast principale Toby Onwumere.
| nº | Titolo originale                                              | Titolo italiano                                                           | Pubblicazione    |
| -- | ------------------------------------------------------------- | ------------------------------------------------------------------------- | ---------------- |
| 1  | Happy Fucking New Year.                                       | Buon fottuto anno nuovo                                                   | 23 dicembre 2016 |
| 2  | Who Am I?                                                     | Chi sono io?                                                              | 5 maggio 2017    |
| 3  | Obligate Mutualisms                                           | Mutualismo obbligato                                                      | 5 maggio 2017    |
| 4  | Polyphony                                                     | Polifonia                                                                 | 5 maggio 2017    |
| 5  | Fear Never Fixed Anything                                     | La paura non ha mai risolto niente                                        | 5 maggio 2017    |
| 6  | Isolated Above, Connected Below                               | Isolati in superficie, ma connessi nel profondo                           | 5 maggio 2017    |
| 7  | I Have No Room in My Heart for Hate                           | Non c'è spazio nel mio cuore per l'odio                                   | 5 maggio 2017    |
| 8  | All I Want Right Now Is One More Bullet                       | In questo momento vorrei solo un'altra pallottola                         | 5 maggio 2017    |
| 9  | What Family Actually Means                                    | Cosa significa la parola famiglia                                         | 5 maggio 2017    |
| 10 | If All the World's a Stage, Identity Is Nothing but a Costume | Il mondo è un palcoscenico, l'identità non è niente di più che un costume | 5 maggio 2017    |
| 11 | You Want a War?                                               | Volete la guerra?                                                         | 5 maggio 2017    |
| 12 | Amor Vincit Omnia                                             | Amor vincit omnia                                                         | 8 giugno 2018    |

## Buon fottuto anno nuovo
- Titolo originale: Happy Fucking New Year.[n 1]
- Diretto da: Lana Wachowski
- Scritto da: Lana Wachowski e J. Michael Straczynski

### Trama
- Durata: 124 minuti
- Guest star: Purab Kohli (Rajan Rasal), Max Mauff (Felix Berner), Alfonso Herrera (Hernando Fuentes), Eréndira Ibarra (Daniela Velázquez), Paul Ogola (Jela).
- Altri interpreti: Martin Wuttke (Volker Bohm), Marina Weis (Zia Elke), Douglas Reith (Fischer il Consigliere), Romane Portail (Helga), Livia Matthes (Amante al bar), Dolores Heredia (Estella Rodriguez), Tony Dalton (Agente di Lito), Cecilia Suárez (Manager di Lito), Víctor Huggo Martin (Avvocato di Lito), Vadhir Derbez (Hipster), Michael Sommers (Bug), Maximilienne Ewalt (Grace), Anthony Cistaro (Agente Jeffrey Bendix), Mahasin Munir (Lola), D'Lo Srijaerajah (Disney), Marga Gomez (Lucerne), Rhonnie Washington (Papà #1), Michael Willis (Papà #2), L. Trey Wilson (Papà #3), Yoon Yeo-jeong (Min-jung), Sara Sohn (Soo-Jin), Lee Ki-chan (Joong-Ki Bak), Lyla Kong (Intervistatrice), Junwoo Han (Nam), Won Hee Lee (Giovane avvocato), Woo Joo Lee (Woojin), Young Hee Park (Guardia donna 1), Woo Seok Hong (Guardia uomo 2), San Sohn (Lina), Kyeong-yeong Lee (Kang-Dae Bak), Chichi Seii (Shiro), Peter King Mwania (Silas Kabaka), Rosa Katanu (Amondi Kabaka), Krysteen Savane (Moglie di Jela), Margaret Akech (Donna anziana), Edijoe Mwaniki (Accolito #1), Riziki Ambrose (Accolito #2), Muthoni Gatheca (Accolito #3), Abel Amunga (Guardia del corpo di Silas #1), James Okanga (Guardia del corpo di Silas #2), Antonio Giancarlo Zavatteri (Dottor Salvo), Luis Fernando Zarate (Signor Sicaro), Dane Argentieri (Collega), Gracy Goldman (Gerda), Salone Mehta (Agente immobiliare), Anya McKenna-Bruce (Chelsea), Sungmin Yun (Teppista #1), Seungchan Kim (Teppista #2), Gianfranco Russo (DJ al beach party), Hakan Orbeyi (Christian), Xoe Wise (Cantante all'Euro Talent).

## Chi sono io?
- Titolo originale: Who Am I?
- Diretto da: Lana Wachowski
- Scritto da: Lana Wachowski e J. Michael Straczynski

### Trama
- Guest star: Alfonso Herrera (Hernando Fuentes), Eréndira Ibarra (Daniela Velázquez), Max Mauff (Felix Berner), Purab Kohli (Rajan Rasal), Mumbi Maina (Zakia Asalache), Paul Ogola (Jela).
- Altri interpreti: John Judd (Professor Kolovi), Mary Beth Fisher (Helen Patrell), Maxwell Jenkins (Will Gorski da bambino), Margot Thorne (Sara Patrell), Kurt Naebig (Jerry Patrell), Erik Hayser (Raoul Pasquale), Kristján Kristjánsson (Gunnar), Lars Eidinger (Sebastian Fuchs), Carla-Maria Sorey (Dr. Bradley), Maximilienne Ewalt (Grace), Michael Sommers (Bug), Fernanda Borches (Mariana Lupe), Sofía Garza (Figlia di Don Carlos), Ari Brickman (Regista), Gerardo Albarrán (Don Carlos), Fabiana Perzabal (Zietta), Alejandro Márquez (Accolito), Clive Wood (Richard Wilson Croome), Annabelle Dowler (Elizabeth), Satya Bhabha (Habib), Aidan McArdle (Mitchell Taylor), Jason Thorpe (Il Segretario), Jonathan Evans (Ministro), Darshan V. Jariwalla (Manendra Rasal), Mita Vasisht (Sahana Rasal), Shruti Bapna (Devi), Natasha Rastogi (Priya Dandekar), Avantika Akerkar (Zia Ina), Huzan Mevawalla (Daya Dandekar), Yoon Yeo-jeong (Min-jung), Sara Sohn (Soo-Jin), San Sohn (Lina), Urthur Bergsdottir (Irina Bogdanow), Mathis Wernecke (Wolfgang Bogdanow da bambino), Lawrence Kibondi (Cameraman).

## Mutualismo obbligato
- Titolo originale: Obligate Mutualisms
- Diretto da: Lana Wachowski
- Scritto da: Lana Wachowski e J. Michael Straczynski

### Trama
- Guest star: Alfonso Herrera (Hernando Fuentes), Eréndira Ibarra (Daniela Velázquez), Max Mauff (Felix Berner), Paul Ogola (Jela), Valeria Bilello (Lila Facchini), Yoon Yeo-jeong (Min-jung).
- Altri interpreti: Clive Wood (Richard Wilson Croome), Lars Eidinger (Sebastian Fuchs), Michael Sommers (Bug), Sara Sohn (Soo-Jin), San Sohn (Lina), Young Lan Lee (Signora Cho), Tony Dalton (Agente di Lito), Cecilia Suárez (Manager di Lito), María Luisa Flores (Assistente dell'agente), Alexandra de la Mora (Agente immobiliare), Shruti Bapna (Devi), Joseph Wairimu (Ken), Erik Hayser (Raoul Pasquale), Satya Bhabha (Habib), Ben Cole (Todd W. McCarver), Teresa Navarro (Membro del cluster aggiuntiva), Benjamin Lutter (Uomo anziano thailandese), Luisa Wolf (Studentessa d'arte), Sang Min Park (Guardia #1), Lee Huang (Guardia #2), Doo-Hong Jung (Guardia che fuma), Max Huang (Guardia carceraria #1), Manuel Werling (Guardia carceraria #2).

## Polifonia
- Titolo originale: Polyphony
- Diretto da: James McTeigue
- Scritto da: Lana Wachowski e J. Michael Straczynski

### Trama
- Guest star: Max Mauff (Felix Berner), Valeria Bilello (Lila Facchini), Purab Kohli (Rajan Rasal), Paul Ogola (Jela), Mumbi Maina (Zakia Asalache), Ben Cole (Todd W. McCarver).
- Altri interpreti: Yoon Yeo-jeong (Min-jung), Erik Hayser (Raoul Pasquale), Kick Gurry (Puck), Michael Sommers (Bug), Sukku Son (Detective Mun), John Judd (Professor Kolovi), Aleksandar Hemon (Sé stesso), David Mitchell (Sé stesso), Kobi Kihara (Sé stessa), Marco Treviño (Señor Pasquale), Young Lan Lee (Signora Cho), Maarten Ketels (Vincent), Joseph Wairimu (Ken), Gitau Ngogoyo (Fixer), Cleopatra Koheirwe (Madre), Walter Lagat (Cittadino #1), Victoria Gichora (Cittadina #2), Lawrence Kibondi (Cameraman), Mita Vasisht (Sahana Rasal), Sid Makkar (Ajay Kapoor), Sanjay Nath (Agente Singh), Abhiroy Singh (Guardia del corpo dei Rasal), Sanjay Bhatia (Signor Bhoopalam), Rajiv Kachroo (Vikram), Sikandar Kher (Rudra), Ajay Padhye (Agente del tempio), Kavita Amarjeet (Dimostrante #1), Trishaan (Dimostrante #2), Ashish Jouhri (Dimostrante #3), Teena Singh (Ospite elegante), Satya Bhabha (Habib), Jared Levine (Mecenate della libreria #1), Vanessa Martini (Mecenate della libreria #2), Jungmin Im (Agente di polizia Jun), Bart Harder (Agente di polizia al museo), Ernst Dekkers (Poliziotto al museo), Martin Wuttke (Volker Bohm), Janet Ulrich Brooks (L'Assistente), Anthony Cistaro (Agente Jeffrey Bendix), Dane Argentieri (Collega), Teresa Navarro (Membro del cluster aggiuntiva), Clive Wood (Richard Wilson Croome).

## La paura non ha mai risolto niente
- Titolo originale: Fear Never Fixed Anything?
- Diretto da: James McTeigue
- Scritto da: Lana Wachowski e J. Michael Straczynski

### Trama
- Guest star: Michael Sommers (Bug), Alfonso Herrera (Hernando Fuentes), Eréndira Ibarra (Daniela Velázquez), Purab Kohli (Rajan Rasal), Sukku Son (Detective Mun), Valeria Bilello (Lila Facchini).
- Altri interpreti: Kay Nam Myung (Insegnante), Darshan V. Jariwalla (Manendra Rasal), Mita Vasisht (Sahana Rasal), Natasha Rastogi (Priya Dandekar), Avantika Akerkar (Zia Ina), Huzan Mevawalla (Daya Dandekar), Lee Ki-chan (Joong-Ki Bak), Sid Makkar (Ajay Kapoor), Maarten Ketels (Vincent), Alberto Wolf (Barista), Marcial Casale (Padre di Lito nel film), Hyunjin David Yang (Reporter), Elsaphan Njora (Nailah), Nini Wacera (Giudice Abdu), Abdu Simba (Koman Nyagah), Lenana Kariba (Ragazzo #1), Haroun Risa (Ragazzo #2), William Mwangi Mugo (Ragazzo #3), Leila Dayan (Addetta alla reception), Jochem Jansen (Proprietario del club), Jake Credit (Annunciatore del rave), Paul Ogola (Jela), Kick Gurry (Puck), Sylvester McCoy (Vecchio di Hoy), Rajiv Kachroo (Vikram), Sarah Kants (Bodhi), Simon Van Wieren (Conducente della barca), The Guy (THE Guy).

## Isolati in superficie, ma connessi nel profondo
- Titolo originale: Isolated Above, Connected Below
- Diretto da: Lana Wachowski
- Scritto da: Lana Wachowski e J. Michael Straczynski

### Trama
- Guest star: Alfonso Herrera (Hernando Fuentes), Eréndira Ibarra (Daniela Velázquez), Purab Kohli (Rajan Rasal), Max Mauff (Felix Berner), Mumbi Maina (Zakia Asalache), Valeria Bilello (Lila Facchini), Sylvester McCoy (Vecchio di Hoy), Satya Bhabha (Habib).
- Altri interpreti: Kay Nam Myung (Insegnante), Chichi Seii (Shiro), Annie Munch (Teagan Marks), Adam Shapiro (Dottor Metzger), Erik Hayser (Raoul Pasquale), Kick Gurry (Puck), Peter King Mwania (Silas Kabaka), Lars Eidinger (Sebastian Fuchs), Martin Wuttke (Volker Bohm), John Judd (Professor Kolovi), Janet Ulrich Brooks (L'Assistente), Amanda Walker (Kirsty Stromness), Annabelle Dowler (Elizabeth), Anya McKenna-Bruce (Chelsea), Akira Koieyama (Maitake), Eduardo Semerjian (Conduttore della parata), Rainer Sellien (Antiquario), Prachi Sehgal (Assistente di Kala), Paul Ogola (Jela), Margaret Akech (Donna anziana), Teresa Navarro (Membro del cluster aggiuntiva), Robert Maaser (Huth), Hakan Orbeyi (Christian), Bruno Fagundes (Uomo #1), Andrei Lamberg (Uomo #2), Jason Thorpe (Il Segretario), Lenny Juma (Uomo anziano).

## Non c'è spazio nel mio cuore per l'odio
- Titolo originale: I Have No Room in My Heart for Hate
- Diretto da: James McTeigue
- Scritto da: Lana Wachowski e J. Michael Straczynski

### Trama
- Guest star: Alfonso Herrera (Hernando Fuentes), Eréndira Ibarra (Daniela Velázquez), Purab Kohli (Rajan Rasal), Sukku Son (Detective Mun), Mumbi Maina (Zakia Asalache), Chichi Seeii (Shiro).
- Altri interpreti: Ness Bautista (Diego Morales), Sylvester McCoy (Vecchio di Hoy), Janet Ulrich Brooks (L'Assistente), Maximilienne Ewalt (Grace), Michael Sommers (Bug), Natasha Rastogi (Priya Dandekar), Sarah Kants (Bodhi), Rhonnie Washington (Papà #1), Michael Willis (Papà #2), L. Trey Wilson (Papà #3), Aidan McArdle (Mitchell Taylor), Tony Dalton (Agente di Lito), Raúl Méndez (Joaquin Flores), Rafael Sánchez Navarro (Padre di Daniela), Leticia Huijara (Madre di Daniela), María Luisa Flores (Assistente dell'agente), Juan Pablo Castañeda (Giovane attore), Hye Hwa Kim (Mi-Cha Bak), Jaein Lee (Sun Bak da bambina), Gabriel Ouma (Capheus Onyango da bambino), Alfred Munyua (Irungu), Noémi Besedes (Assistente di volo), Sid Makkar (Ajay Kapoor), Aastha Arora (Addetto alla reception di Rajan), Abdu Simba (Koman Nyagah), Souad Faress (Ruth El-Saadawi).

## In questo momento vorrei solo un'altra pallottola
- Titolo originale: All I Want Right Now Is One More Bullet
- Diretto da: Dan Glass
- Scritto da: Lana Wachowski e J. Michael Straczynski

### Trama
- Guest star: Alfonso Herrera (Hernando Fuentes), Eréndira Ibarra (Daniela Velázquez), Paul Ogola (Jela), Purab Kohli (Rajan Rasal), Max Mauff (Felix Berner), Valeria Bilello (Lila Facchini).
- Altri interpreti: Ness Bautista (Diego Morales), Michael Sommers (Bug), Lars Eidinger (Sebastian Fuchs), Annabelle Dowler (Elizabeth), Anya McKenna-Bruce (Chelsea), Akira Koieyama (Maitake), Lwanda Jawar (Capo della gang Superpower), Elsaphan Njora (Nailah), Nini Wacera (Giudice Abdu), Abdu Simba (Koman Nyagah), Dolores Heredia (Estella Rodriguez), Ramiro Cid (Lito Rodriguez da bambino), Rajiv Kachroo (Vikram), Howie Johnson (Miller), Danielle Davis (Sasha Boyd), Sharpe Ssewali (Fred), Zainabu Harri (Candid Group #1), Kieran Kirema (Candid Group #2), Walter Keyombe (Candid Group #3), Sharif Mustafa (Candid Group #5), Riziki Ambrose (Candid Group #6), Mike Muraya (Candid Group #7), Robert Maaser (Huth), Dennis Musyoka (Mandiba).

## Cosa significa la parola famiglia
- Titolo originale: What Family Actually Means
- Diretto da: Lana Wachowski
- Scritto da: Lana Wachowski e J. Michael Straczynski

### Trama
- Guest star: Alfonso Herrera (Hernando Fuentes), Eréndira Ibarra (Daniela Velázquez), Max Mauff (Felix Berner), Ben Cole (Todd W. McCarver), Ness Bautista (Diego Morales), Erik Hayser (Raoul Pasquale).
- Altri interpreti: Michael Sommers (Bug), Annie Munch (Teagan Marks), Natasha Rastogi (Priya Dandekar), Huzan Mevawalla (Daya Dandekar), Sid Makkar (Ajay Kapoor), John Judd (Professor Kolovi), Janet Ulrich Brooks (L'Assistente), Peter King Mwania (Silas Kabaka), Rosa Katanu (Amondi Kabaka), Maxwell Jenkins (Will Gorski da bambino), Anthony Cistaro (Agente Jeffrey Bendix), Jason Thorpe (Il Segretario), Sandra Fish (Janet Marks), Mark Withers (Lawrence Marks), Ned Clarke (Tom), August Browning (Testimone), Corrine Kason (Donna anziana), Cedric Young (Amico al bar #1), Danny Goldring (Amico al bar #2), Laura T. Fisher (Infermiera), Douglas Boyd (Sacerdote), Douglas Boyd (Sacerdote), Vicki Saputo (Deputata), Mumbi Maina (Zakia Asalache), Chichi Seii (Shiro), Rajiv Kachroo (Vikram), Sanjay Bathia (Signor Bhoopalam).

## Il mondo è un palcoscenico, l'identità non è niente di più che un costume
- Titolo originale: If All the World's a Stage, Identity Is Nothing but a Costume
- Diretto da: Tom Tykwer
- Scritto da: Lana Wachowski e J. Michael Straczynski

### Trama
- Guest star: Alfonso Herrera (Hernando Fuentes), Eréndira Ibarra (Daniela Velázquez), Cheyenne Jackson (Blake Huntington), Andy Dick (Kit Wrangler), Paul Ogola (Jela), Mumbi Maina (Zakia Asalache).
- Altri interpreti: Chichi Seii (Shiro), Peter King Mwania (Silas Kabaka), Lwanda Jawar (Capo della gang Superpower), Rosa Katanu (Amondi Kabaka), Krysteen Savane (Moglie di Jela), Abel Amunga (Guardia del corpo di Silas 1), Abdu Simba (Koman Nyagah), Nini Wacera (Giudice Abdu), Elsaphan Njora (Nailah), Sharpe Ssewali (Fred), Michael Sommers (Bug), Marc Jacobs (Sé stesso), Char Defrancesco (Charlie), Sang Hoon Park (Direttore dell'evento), Lee Ki-chan (Joong-Ki Bak), Natasha Esca (Assistente di Kit), Gun Hwang (Tae Park).

## Volete la guerra?
- Titolo originale: You Want a War?
- Diretto da: Lana Wachowski
- Scritto da: Lana Wachowski e J. Michael Straczynski

### Trama
- Guest star: Alfonso Herrera (Hernando Fuentes), Eréndira Ibarra (Daniela Velázquez), Kick Gurry (Puck), Purab Kohli (Rajan Rasal), Sukku Son (Detective Mun), Valeria Bilello (Lila Facchini).
- Altri interpreti: Lee Ki-chan (Joong-Ki Bak), Michael Sommers (Bug), Chichi Seii (Shiro), Rajiv Kachroo (Vikram), Gun Hwang (Tae Park), Soo Joo Park (Sutra), Yun Kyung Chung (Reporter di Tae Park), Lenny Yuma (Uomo anziano), Priscilla Njoroge (Donna anziana), Kevin Maina Mwangi (Giovane uomo), Shirleen Wangari (Giovane donna), Jaein Lee (Sun Bak da bambina), Yoon Yeo-jeong (Min-jung), Hye Hwa Kim (Mi-Cha Bak), Kyeong-yeong Lee (Kang-Dae Bak), Junwoo Han (Nam), Shruti Bapna (Devi), Young Che (Capitano di polizia).

## Amor vincit omnia
- Titolo originale: Amor Vincit Omnia
- Diretto da: Lana Wachowski
- Scritto da: Lana Wachowski, David Mitchell e Aleksandar Hemon

### Trama
- Durata: 151 minuti
- Guest star: Sylvester McCoy (Vecchio di Hoy), Alfonso Herrera (Hernando Fuentes), Eréndira Ibarra (Daniela Velázquez), Purab Kohli (Rajan Rasal), Sukku Son (Detective Mun), Michael Sommers (Bug), Valeria Bilello (Lila Facchini), Max Mauff (Felix Berner), Kick Gurry (Puck), Ness Bautista (Diego Morales), Mumbi Maina (Zakia Asalache), Lilja Thorisdottir (Yrsa).
- Altri interpreti: Amira Ghazalla (River El-Saadawi), Arly Jover (Georges), Ursula Jones (La Madre), Sarah Kants (Bodhi), Amanda Walker (Kirsty Stromness), Jason Thorpe (Il Segretario), Stephen Boxer (Il Presidente), Clive Wood (Richard Wilson Croome), Aidan McArdle (Mitchell Taylor), Akira Koieyama (Maitake), Satya Bhabha (Habib), Erik Hayser (Raoul Pasquale), Soo Joo Park (Sutra), Marco Cacciola (Alphonse), Chooye Bay (Ammiraglio Zhou), Jane Chirwa (Jeanne), Daniel Michel (Harry Lamb), Joshua Grothe (Josh), Urthur Bergsdottir (Irina Bogdanow), Lasse Bergmann (Wolfgang Bogdanow da giovane), Jevgenij Sitochin (Sergei Bogdanow), Bernhard Schütz (Anton Bogdanow), Marina Weis (Zia Elke), Kristján Kristjánsson (Gunnar), Maximilienne Ewalt (Grace), Sandra Fish (Janet Marks), Mark Withers (Lawrence Marks), Annie Munch (Teagan Marks), Ned Clarke (Tom), Paul Ogola (Jela), Chichi Seii (Shiro), Peter King Mwania (Silas Kabaka), Abdu Simba (Koman Nyagah), Nini Wacera (Giudice Abdu), Rhonnie Washington (Papà #1), Michael Willis (Papà #2), L. Trey Wilson (Papà #3), D'Lo Srijaerajah (Disney), Mahasin Munir (Lola), Marga Gomez (Lucerne), Tino Rodriguez (Fata verde), Virgo Paraiso (Fata viola), Eyþór Gunnarsson (Sven), Katharina Gapski (Ospite al matrimonio), Antonio Giancarlo Zavatteri (Dottor Salvo), Gennaro Iaccarino (Jacopo), Gennaro Silvestro (Alessio), Julie Brown (Giornalista), Emma McNairy (Cantante all'Euro Talent), Bruno Montani (Poliziotto francese), Eskindir Tesfay (Xiao), Marc David (Poliziotto della BPO 1), Vincent Bouillon (Poliziotto della BPO 2), Daren Nop (Agente della BPO), Oliver Juhrs (Guardia della BPO), Rainer Engel (Guardia del corpo di River El-Saadawi).